# Угруповання
Угрупо́вання — комплекс видів живих організмів, що входять до складу однієї екосистеми.

## Різноманіття тлумачень
Угруповання є частиною локальної біоти і формується популяціями видів (помилково нерідко вказують «видами»), що входять до складу одного біоценозу або однієї екосистеми. Оскільки межі біоценозів та екосистем не можуть бути чітко обмеженими у просторі й часі, межі і обсяги угруповань часто є умовними.
Складовими угруповань є гільдії, проте нерідко обсяг угруповання звужуються до обсягу гільдії, або, навпаки, розширююсь до обсягу всього фітоценозу, зооценозу або всієї біоти. Найчастіше під угрупованням розуміють локальну флору або локальну фауну, що досліджується, в обсязі певної облікової групи (наприклад, макрофіти, гризучі комахи, дрібні ссавці).
За тлумачником «Екологія. Охорона природи» (Мусієнко та ін. 2002), «Угруповання — сукупність видів, об'єднаних між собою певними взаємообов'язками, певною територією проживання і впливом комплексу умов існування. Можуть розглядатися окремо рослинні угруповання, або фітоценози, і угруповання тварин, або зооценози». За тим же джерелом, розрізняють також: угруповання вузлове, угруповання індикаторне, угруповання клімаксове, угруповання піонерне, угруповання пірогенне, угруповання природне незаймане, угруповання рослинне, угруповання стабільне, угруповання стійке.
Нерідко обсяг угруповання обмежують певною систематичною або обліковою групою та географічними межами, нерідко — екологічними (функціональними) групами. Наприклад, «угруповання коловодних птахів Приазов'я» або «угруповання дрібних ссавців заповідних екосистем Луганщини», «кронові угруповання комах в екосистемах заповідника Розточчя».

## Оцінки різноманіття, складності та змін угруповань
Для оцінки видової і таксономічної різноманітності угруповань запропоновано низку показників, зокрема на основі індексу Шеннона-Уївера, та показник складності угруповань (Загороднюк та ін., 1995; Емельянов та ін., 2002).
Для кількісної оцінки багаторічних змін видового складу угруповань запропоновано Показник змін фауни (Index of Fauna Rotation) (Загороднюк, 2007) як середній відсоток видів, що ротувалися, відносно вихідного обсягу фауни (%):
IFR = [(Next + Nadv) / 2] / Nbas * 100, 

де «ext» — вимерлі, «adv» — прибулі види, «bas» — вихідний список.

## Дослідження змін угруповань
Динаміка видового складу і структури угруповань відбувається постійно у зв'язку зі змінами екосистем у часі й просторі. Найбільш докладно вивченими є сезонні аспекти змін угруповань (наприклад, зміни рослинного покриву або населення птахів впродовж одного року). Добре відомими є також дослідження багаторічних зміни угруповань, до останнього часу більш відомі у великому часі: зміни флор і фаун впродовж геологічних епох або зміни в ході сукцесій. Менш дослідженими, проте наразі дуже важливими стають дослідження, пов'язані з історичними (за літописний період) змінами природи і форм природокористування (наприклад, Шарлемань Н. В.: «Природа и люди Киевской Руси»).
Останнім часом важливими і украй актуальними стали дослідження біоти та окремих локальних угруповань, пов'язані з глобальним потеплінням клімату. У галузі созології дуже актуальними стали дослідження резерватних (резерватогенних) сукцесій, тобто змін, які викликані самим заповідним режимом.

## Приклади досліджень угруповань
(добірка бібліографії за сайтом Українського Теріологічного товариства)
- Вишневський Д. О. Аналіз угруповань унгулят України з позиції сталої Хатчінсона // Вісник Луганського педагогічного університету імені Тараса Шевченка. Серія Біологічні науки. — 2002. — № 1 (45). — С. 195—197.
- Загороднюк І. В., Ємельянов І. Г. Вид в екології як популяційна система та як компонент біотичного угруповання // Вісник Дніпропетровського ун-ту. Серія «Біологія, Екологія». — 2003. — Випуск 11 (Том 1). — С. 8-13.
- Загороднюк І. Дрібні ссавці заповідника «Кам'яні Могили»: аналіз складу фауни та історичних змін угруповань // Вісник Львівського університету. Серія біологічна. — 2007. — Вип. 44. — С. 71-79.
- Загороднюк І., Кондратенко О. Біотопна диференціація видів як основа підтримання високого рівня видового різноманіття фауни // Вісник Львівського університету. Серія біологічна. — 2002. — № 30. — С. 106–118.
- Канарський Ю. Оцінка рівня еколого-біогеографічної спеціалізації угруповання денних метеликів (Lepidoptera, Diurna) в лучних екосистемах Розточчя // Науковий Вісник. Ужгородського університету. Серія Біологія. — 2005. — N 17. — С. 28-33.
- Петрушенко Я. Печерні угруповання кажанів та методи їх обліку // Кажани України та суміжних країн: керівництво для польових досліджень / За ред. І. Загороднюка. — Київ, 2002. — 108 с. (Серія: Праці Теріологічної школи, випуск 3). 29-38.
- Товпинець М., Євстаф'єв І. Сучасний стан гідрофільних та гігрофільних угруповань дрібних ссавців Криму // Науковий Вісник. Ужгородського університету. Серія Біологія. — 2005. — N 17. — С. 93-99.
- Черемних Н. Структурно-функціональні зміни угруповань дрібних ссавців у градієнті урбанізації // Науковий Вісник. Ужгородського університету. Серія Біологія. — 2005. — N 17. — С. 34-38.